# Графический интерфейс пользователя

Схема графического интерфейса пользователя (GUI).

Графический интерфейс пользователя сокр. ГИП (от англ. Graphical User Interface (GUI)), также графическая оболочка, — это способ взаимодействия пользователя с компьютером с использованием графических элементов, таких как окна, кнопки и меню.
Чаще всего элементы интерфейса в GUI реализованы на основе метафор и отображают их назначение и свойства, что облегчает понимание и использование электронных устройств неподготовленными пользователями.
Графический интерфейс пользователя является частью пользовательского интерфейса и определяет взаимодействие с пользователем на уровне визуализированной информации

## История
Благодаря исследованиям, проведённым в 1960-е годы Дагом Энгельбартом в научно-исследовательском институте Стэнфорда, был изобретён графический интерфейс пользователя.
Впоследствии концепция GUI была перенята учёными из исследовательской лаборатории Xerox PARC в 1970-х. В 1973 году в лаборатории Xerox PARC собрали молодых учёных и дали свободу исследований. В результате, кроме всего прочего, на свет появляется концепция графического интерфейса WIMP (Windows, Icons, Menus, Pointers) и в рамках этой концепции создаётся компьютер Alto. Он не был выпущен как коммерческий продукт, но широко использовался на фирме как корпоративный инструмент Xerox.
В 1979 году Three Rivers Computer Corporation выпустила рабочую станцию PERQ, похожую по принципам построения на Alto. В 1981 году Xerox выпустила продолжение Alto — Star.
Коммерческое воплощение концепция GUI получила в 1984 году в продуктах корпорации Apple Computer. Apple критиковали за отказ от командной строки в пользу графического интерфейса.
В 1985 году GUI с многозадачностью был использован в операционной системе AmigaOS.
Позднее GUI стала стандартной составляющей большинства доступных на рынке операционных систем и приложений. Примеры систем, использующих GUI: Mac OS, GEM, Atari TOS, Microsoft Windows, Solaris, GNU/Linux, NeXTSTEP, OS/2, BeOS, Android, iOS, Bada, MeeGo.
Хотя в подавляющем большинстве систем GUI является надстройкой для операционной системы, существуют и независимые его реализации. Известен вариант графической программы BIOS Setup, когда ещё до загрузки ОС управление настройками IBM PC-совместимой ЭВМ производится мышью, аналогично полноценному GUI. Также имеются GUI для МК, не требующие ОС.

## Классификация
Можно выделить следующие виды графического пользовательского интерфейса:
- простой: типовые экранные формы и стандартные элементы интерфейса, обеспечиваемые самой подсистемой GUI;
- истинно-графический, двумерный: нестандартные элементы интерфейса и оригинальные метафоры, реализованные собственными средствами приложения или сторонней библиотекой;
- трёхмерный.

## Концепция «делай то, что я имею в виду»
Одним из требований к хорошему графическому интерфейсу программной системы является концепция «делай то, что я имею в виду» или DWIM (англ. Do What I Mean). Согласно концепции требуется, чтобы система работала предсказуемо, чтобы пользователь заранее интуитивно понимал, какое действие выполнит программа после получения его команды.

## Недостатки
- Большее потребление ресурсов в сравнении с текстовым интерфейсом.